# 브루스 원자력 발전소
브루스 원자력 발전소(Bruce Nuclear Generating Station)는 캐나다 온타리오주 휴런호 동쪽 해안에 위치한 원자력 발전소이다. 총 932 헥타르(2300 에이커)의 부지를 차지한다. 이 시설의 이름은 발전소 건설 당시 지역 자치 단체였던 브루스 타운십에서 유래했으며, 현재는 합병으로 인해 킨카딘으로 바뀌었다. 8개의 CANDU 가압중수로를 보유하고 있으며, 2016년까지는 총 원자로 수 및 현재 가동 중인 원자로 수 기준으로 세계 최대 완전 가동 원자력 발전소였다. 2016년에는 한국의 고리원자력발전소가 명판 용량에서 이를 능가했다.
이 발전소는 4000명 이상의 직원을 고용하고 있어 브루스군에서 가장 큰 고용주이다.
이 시설은 과거 브루스 원자력 발전 계획(BNPD)으로 알려졌으며, 1970년에서 1987년 사이에 지방 왕실 공사, 온타리오 수력 발전에 의해 단계적으로 건설되었다. 1999년 4월, 온타리오 수력 발전은 5개의 구성 왕실 공사로 분할되었고, 온타리오 수력 발전이 모든 전력 발전소를 인수했다. 2000년 6월, 온타리오 수력 발전은 민간 부문 컨소시엄인 브루스 파워와 장기 임대 계약을 체결하여 운영을 인수했다. 2001년 5월, 브루스 파워는 운영을 시작했다. 임대 기간은 2019년까지 18년이었으며, 2044년까지 25년 연장 옵션이 있었다.
2009년 11월, 캐나다 핵안전위원회(CNSC)는 브루스 파워의 운영 허가를 2014년까지 5년 연장하고 1호기와 2호기의 재급유를 허용했다. 2014년 5월, CNSC는 허가를 2015년 5월까지 연장했으며, 2015년 초 오타와와 킨카딘에서 공청회를 개최할 예정이었다. 새로운 운영 허가는 2015년 6월 1일부터 2020년 5월 31일까지 부여되었고 2018년 10월 1일부터 2028년 9월 30일까지 다시 갱신되었다.
2023년에는 이 부지에 세 번째 원자력 발전소를 건설할 가능성이 발표되었다. 브루스 C는 2000년대 후반에 처음 제안되었지만, 당시에는 진행되지 않았다.
2023년, 브루스 발전소는 450억 kWh 이상을 생산했으며, 이는 캐나다 총 소비 전력의 약 7%에 해당한다.

## 설명
이 발전소는 각각 4개의 원자로를 가진 두 개의 발전소(A와 B)로 구성된 8개의 CANDU 가압중수로로 이루어져 있다. 각 원자로는 철근 콘크리트 격납 건물 내에 서 있다. 증기 발생기는 높이 12m, 무게 100톤이다. 각 발전소는 4개의 원자로 사이에 공유되는 3대의 연료 공급 기계를 사용하며, 이 기계들은 원자로 아래의 단단한 암반을 뚫고 지나가는 덕트를 통해 전체 발전소를 가로질러 이동한다. 이 덕트는 진공 건물과 연결된 압력 방출 시스템의 일부로도 사용된다. 각 원자로는 하나의 고압 터빈과 세 개의 저압 터빈이 하나의 발전기를 구동하는 자체 터빈 발전기 세트를 가지고 있다. 각 발전소의 터빈 홀은 약 400m 길이이며 4개의 터빈 발전기 세트를 수용한다. 냉각수는 휴런호에서 취수한다. (원래) 4개의 원자로당 하나의 제어실이 있다.

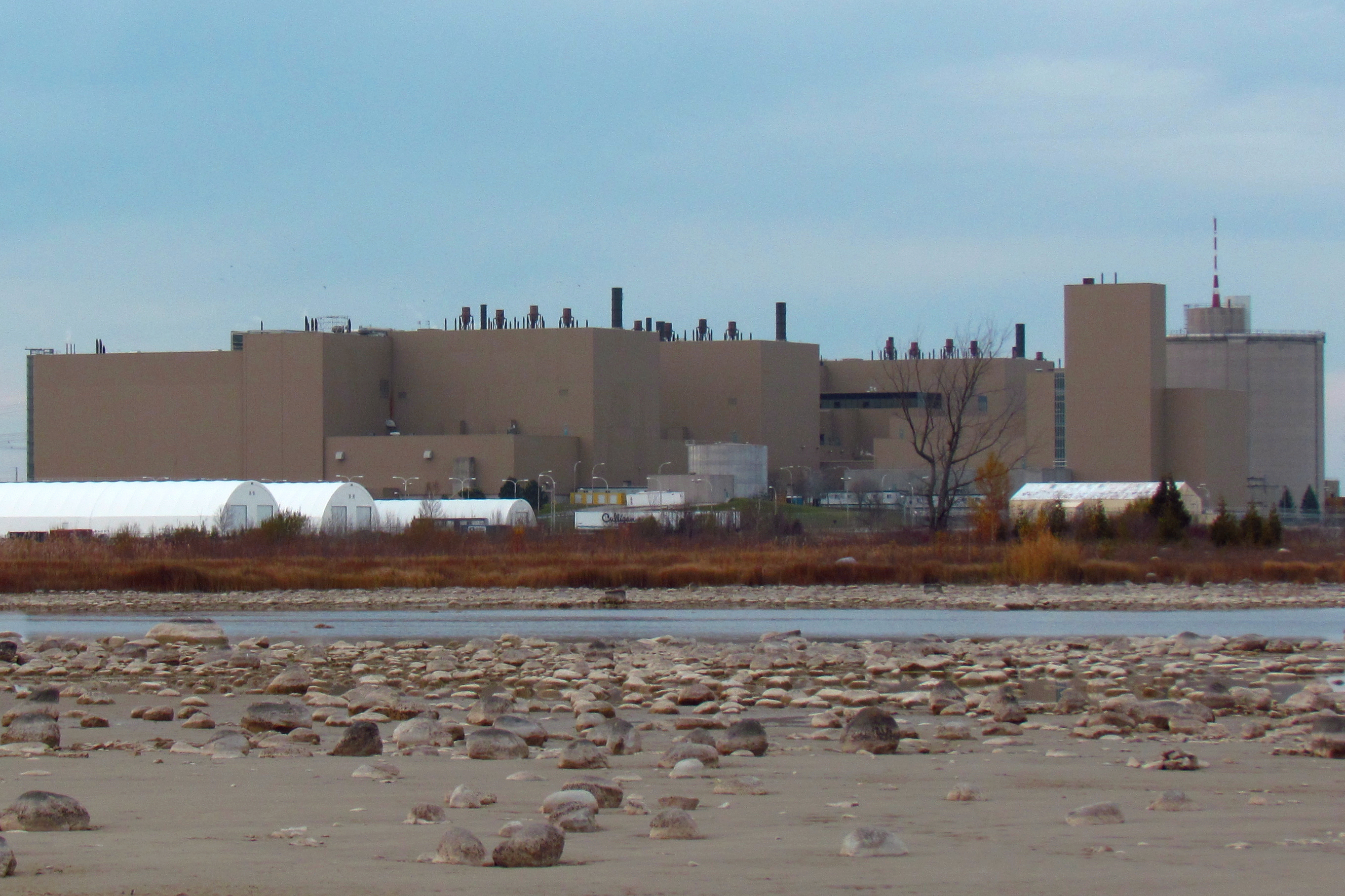
베이 뒤 도르 건너편의 브루스 A

### 브루스 A
브루스 A의 건설은 1969년에 시작되어 피커링 A 발전소의 후속작이 되었다. 브루스 A 호기들은 원래 750 MWe (순) / 805 MWe (총)으로 평가되었으나, 나중에 769 MWe (순) / 825 MWe (총)으로 증가했다. 2017년 현재 브루스 A 호기들은 IESO 발전기 데이터에 따르면 최대 779 MWe (순)을 생산할 수 있었다. 각 원자로는 22.5 kg의 연료 다발 6240개를 필요로 하며, 이는 약 140톤의 연료에 해당한다. 원자로당 480개의 연료 채널이 있으며, 각 채널에는 13개의 다발이 들어 있다. 약 23,000개의 다발을 저장할 수 있는 용량이 있다. 하루에 원자로당 약 18개의 다발이 방출된다.
원래 브루스 A 증기 발생기는 별도의 대형 수평 공유 증기 드럼(증기 발생기 4개에 증기 드럼 하나가 공통)을 사용했는데, 이는 당시 대부분의 다른 발전소에서는 사용되지 않는 설계였다. AECL이 요청한 튜브 지지대 설계와 관련된 문제로 인해 수리 및 지연 비용이 발생했으며, 이는 건설업체인 밥콕 앤 윌콕스 캐나다의 순자산을 초과했다.
1998년 제거될 때까지 브루스 A 원자로는 반응도 제어를 위해 독특한 부스터 봉을 사용했다. 부스터 봉은 93%의 우라늄-235를 포함했으며, 원자로 중독을 극복하기 위해 삽입되었다. 브루스 B와 다른 모든 온타리오 수력 발전 원자로는 대신 "조절기"라고 불리는 흡수 봉을 사용하는데, 이는 일반적으로 삽입되어 있으며 제논 중독을 극복하기 위해 제거된다.
브루스 A는 "우수하다"는 초기 운영 기록을 보여주었다. 피커링 A와 함께 8개 호기는 초기 5년 동안 평균 83%의 가동률을 달성했다. 그러나 2001년 브루스 파워가 임대를 인수할 당시 브루스 A의 모든 호기는 보수 중이었다.
1981년, 1호기는 97%의 가동률로 세계 최고 원자로로 선정되었다.
1997년 12월, 약 20년간의 운영 후 가동 중단되었다. 2005년 (7년간 유휴 상태) 리퍼비시먼트가 시작되었다. 2012년 9월 (15년간 가동 중단) 다시 운영을 재개했다.
1982년, 2호기는 압력관 누출로 인해 일시적으로 폐쇄되었다. 1986년에는 원자로가 폐쇄된 동안 연료 채널이 고장났고, 일부 연료 요소가 감속재(칼란드리아)로 쓸려 들어가 제거하기 어려웠다.
1986년, 유지보수 작업자들이 실수로 2호기 증기 발생기에 보호용 납 담요를 남겨두었다. 실수가 발견되었을 때(6년 후), 담요는 녹아서 보일러에 심각한 손상을 입혔다.
1995년 10월, 약 18년간의 운영 후 2호기는 가동 중단되었다.
2005년 (9년간 유휴 상태) 리퍼비시먼트가 시작되었다.
2012년 10월, 다시 운영을 재개했다.
1982년, 3호기는 당시 세계 기록인 494일 연속 운전을 기록했으며, 1984년 현재 브루스 A는 세계에서 가장 신뢰할 수 있는 다중 호기 발전소였다.
1998년 4월부터 브루스 A3는 6년간 유휴 상태였으며, 2004년 1월 (당시 32년 된 호기)에 재가동되었다.
3호기의 리퍼비시먼트는 2023년 3월에 시작되었으며, 2026년에 재가동될 계획이다.
1990년, 4호기 소프트웨어 오류로 인해 연료 공급기 오류가 발생하여 연료 채널이 손상되었다.
1993년, 다양한 냉각재 상실사고(LOCA) 시나리오를 해결할 때까지 원자로 출력이 60%로 감소되었다. 이후 브루스 A 호기는 정격 출력의 89%로 돌아왔다.
1998년 3월, 약 19년간의 운영 후 4호기는 가동 중단되었다. 6년간 유휴 상태였다가 2003년 10월 (당시 31년 된 호기)에 재가동되었다.
4호기의 리퍼비시먼트는 2025년에 시작될 예정 (당시 53년 된 호기).

### 브루스 B
브루스 A 남쪽에 위치한 브루스 B 호기들은 817MW(순), 840MW(총)으로 약간 더 큰 용량을 가지고 있다. 이는 개선된 증기 발생기 설계 덕분인데, 이 설계에서는 증기 드럼이 각 증기 발생기에 "전구" 배열로 통합되어 수평 크로스 드럼이 제거된다.
1990년, 기술자가 방사능 모니터의 교정 설정을 잘못하여 브루스 B에 9주간의 "결함"이 발생했다. 2007년, 브루스 B 7호기는 97.2%의 성능으로 온타리오주에서 가장 성능이 좋은 원자로였다. 그리고 2009년에는 브루스 B 5호기가 95.4%의 성능으로 1위를 차지했다.
브루스 B 5호기
- 건설은 1978년 6월 1일에 시작되었다.[39]
- 1984년 11월 15일에 첫 임계 상태에 도달했다.[39]
- 상업 운전은 1985년 3월 1일에 시작되었다.[39]
- 원래 2016년에 가동 중단될 예정이었다 (호기는 31년이 되었을 것).[36]
- 2026년에 리퍼비시먼트가 시작될 예정 (호기는 41년이 될 것).[30][31][32]

브루스 B 6호기
- 건설은 1978년 1월 1일에 시작되었다.[40]
- 1984년 5월 29일에 첫 임계 상태에 도달했다.[40]
- 상업 운전은 1984년 9월 14일에 시작되었다.[40]
- 원래 2018년에 가동 중단될 예정이었다 (호기는 34년이 되었을 것).
- 리퍼비시먼트는 2020년 1월에 시작되었다[41] (호기는 36년이 되었다).[30][31][32] 재가동은 2023년 9월 14일에 이루어졌다.[42]

브루스 B 7호기
- 건설은 1979년 5월 1일에 시작되었다.[43][12]
- 1986년 1월 7일에 첫 임계 상태에 도달했다.[43]
- 상업 운전은 1986년 4월 10일에 시작되었다.[43]
- 원래 2015년에 가동 중단될 예정이었다 (호기는 29년이 되었을 것).
- 2028년에 리퍼비시먼트가 시작될 예정 (호기는 42년이 될 것).[30][31][32]

브루스 B 8호기
- 건설은 1979년 8월 1일에 시작되었다.[44]
- 1987년 2월 15일에 첫 임계 상태에 도달했다.[44]
- 상업 운전은 1987년 5월 22일에 시작되었다.[44]
- 원래 2019년에 가동 중단될 예정이었다 (호기는 32년이 되었을 것).
- 2030년에 리퍼비시먼트가 시작될 예정 (호기는 43년이 될 것).[30][31][32]

### 전력출력
그래프는 연간 전력 생산량(A와 B 합산)을 GWh 단위로 나타낸 것이다.
2013년에는 온타리오주 생산량의 약 30%를 차지했다.
2024년 말 현재, 이 시설의 총 누적 생산량은 1,652,901 GWh였다.

#### 주목할 만한 성과
2009년 총 발전소 생산량은 1,002 TWh에 달하여 세계 최초로 1 PWh(1,000 TWh)를 생산한 원자력 발전소가 되었다. 프랑스의 그라블린 원자력 발전소는 2010년에 동일한 기록을 달성했다.
2020년 말 현재, 8개의 브루스 호기는 총 1,479.59 TWh를 생산했다.
1호기와 2호기가 리퍼비시먼트 활동을 완료하고 2012년에 다시 가동되면서, 브루스 발전소는 현재 가동 중인 원자로의 수와 총 순 출력 용량 모두에서 세계 최대의 운영 원자력 발전 시설이 되었다. 모든 호기가 가동될 때 총 8개의 가동 중인 CANDU 원자로는 6,384 MWe 순 출력(7,276 MWe 총 출력)을 결합한다. 현재는 두 개의 한국 발전소인 2019년의 고리 원전과 2022년의 한울 원전에 의해 능가되었다. 일본의 가시와자키 가리와 원자력 발전소는 더 큰 총 출력 용량을 가지고 있었지만, 2011년부터 가동 중단 상태이다.

### 송전선
2008년 현재, 브루스 발전소는 온타리오 남부의 주요 부하 중심지에 전력을 공급하기 위한 3개의 이중 회로 500kV 송전선을 가지고 있었으며, 지역을 서비스하는 3개의 이중 회로 230kV 송전선 외에 추가로 있었다.
이 회로들은 하이드로 원이 소유하고 운영하는 두 개의 고전압 개폐소를 통해 연결된다.
2006년에 OPA는 송전선 용량 증설을 제안했는데, 비용은 2억~6억 캐나다 달러로 추정되었으며, 이는 "지난 20년간 온타리오주에서 가장 큰 전력 송전 투자"라고 평가되었다. 이 노선은 2012년 6월에 예정보다 몇 달 앞서 완공되었으며, 밀턴까지 180km 노선에 700개 이상의 송전탑이 건설되었다. 이 프로젝트는 리뉴 캐나다 연례 목록에서 45위를 차지했다.

### 피커링과의 비교
이전에 건설된 다른 주요 캐나다 원자력 발전소인 피커링 발전소와 비교했을 때, 브루스 원자로는 연료 채널 수 증가, 채널당 다발 수 증가, 그리고 연료 다발 자체의 변화를 통해 더 높은 출력을 달성한다.
브루스에서는 각 발전소의 4개 원자로가 연료 공급 장비를 공유하는 반면, 피커링에서는 각 원자로마다 연료 공급기가 있었다.
브루스 연료 공급기와 연료 채널 말단 피팅 설계(주로 캐나다 제너럴 일렉트릭에서 제작)는 원자력 발전 시범 운전 설계를 기반으로 한다. AECL의 피커링 설계는 더글러스 포인트를 기반으로 했다.
원자로의 건물 설계는 다르다. 브루스는 유지 보수 및 비상 시 접근이 용이하도록 가능한 한 많은 장비를 주 격납 용기 외부에 배치하는 사각형의 "근접형" 설계를 사용한다. 증기 발생기는 격납 용기를 관통한다. 1차 냉각수 펌프와 1차 배관 시스템은 격납 용기 안에 있지만, 펌프 모터는 격납 용기 밖에 있으며 구동축 밀봉이 격납 경계를 형성한다. 피커링은 2차 냉각 장비 대부분을 둘러싸는 둥근 돔을 가지고 있다.
- 피커링 A 시스템은 원래 두 번째 독립적인 가동 중단 시스템이 없었다. 브루스의 격납 개념은 다르다. 원자로의 반응성 메커니즘 데크는 격납 경계의 일부로 작용하며, 원자로에 더 가깝고 사고("우발적 물리적 분해") 발생 시 손상에 더 취약하다. 따라서 설계자들은 사고 위험을 줄이기 위해 두 번째 안전 시스템의 필요성을 예견했다. 브루스는 액체 중성자 독 주입 방식을 사용하는 두 번째 완전 독립적인 안전 정지 시스템(SDS2)을 받았다.[58]
- 브루스 시스템에는 고압 비상 냉각수 주입 시스템(ECIS)도 있다.[2]
- 각 브루스 "4팩"에는 자체 진공 건물이 있지만, 피커링은 원자로 8개당 하나를 가지고 있다.[2]
- 피커링에서는 LOCA 후 덕트에서 비사고 원자로 유닛으로 증기/공기 혼합물이 흐르는 것을 방지하기 위해 진공 덕트가 논리턴 밸브로 닫혔다. 브루스 개념에서는 이러한 논리턴 밸브가 없으며, 원자로 건물은 정상 작동 중에도 모두 상호 연결된다.[19]
- 브루스는 단일 회로 열 수송 시스템을 사용하는 반면, 피커링은 두 개의 회로를 가지고 있었다.[19]
- 피커링 A의 처음 두 원자로 유닛은 원래 지르칼로이-2 압력관을 사용했다. 이후의 모든 CANDU 유닛은 지르코늄 – 2.5% 나이오븀 합금을 사용한다.[19]
- 브루스는 가압기를 사용하여 냉각수 압력을 유지하며, 피커링은 다른 시스템을 사용한다.
- 피커링 설계는 12개의 작은 증기 발생기를 3개씩 묶어 작동시키며, 각각의 증기 발생기는 열 수송 루프에서 개별적으로 밸브를 잠글 수 있으며, 원자로당 16개의 펌프도 마찬가지로 4개는 예비이다. 브루스에서는 증기 발생기와 냉각수 펌프의 수가 각각 8개와 4개로 줄었으며, 예비 펌프는 없다. 따라서 배관이 단순화되었다. 브루스 시스템은 원자로 출력 수준을 더 빠르고 쉽게 조정할 수 있도록 한다.[19][59]

### 건설 비용
브루스 A는 1969년에 9억 캐나다 달러의 비용이 들 것으로 예상되었다. 실제 비용은 18억 달러(1979년 기준)였다. 인플레이션을 반영하면 1979년 9억 3천만 달러 추정치는 18억 8천만 달러로, 브루스 A는 예산 범위 내에 있었다.
브루스 B는 1976년에 39억 2천9백만 캐나다 달러가 들 것으로 예상되었다. 실제 비용은 59억 9천4백만 달러(1987년 기준)였다. 인플레이션을 반영하면 1987년 39억 2천9백만 달러 추정치는 86억 6천7백만 달러로, 브루스 B는 예산 범위 내에 있었다.

### 생산된 전력 비용
2010년, 브루스 파워는 계약했지만 사용하지 않은 전력에 대해 약 6천만 캐나다 달러를 지급받았다.
2016년 1월 1일, 브루스 파워는 발전소의 모든 출력에 대해 메가와트시(MWh)당 65.73의 단일 계약 가격을 받기 시작했다. 이 가격은 부분적으로 매년 인플레이션과 임금 상승을 반영하여 조정되며, 월별 연료비 조정이 추가된다. 또한 잉여 발전 기간 동안 증기 바이패스 작동을 통해 최대 2400 MW(8개 유닛 전체 – 개별 유닛당 최대 300 MW)의 발전량을 줄일 수 있는 브루스 고유의 능력에 대한 소액 지급도 포함된다.
3호기부터 6호기까지의 리퍼비시먼트 과정에서, 각 개별 원자로 리퍼비시먼트 비용을 충당하기 위해 가격이 단계적으로 인상될 것이며, 각 인상은 개별 리퍼비시먼트 시작 12개월 전부터 시작된다. 각 인상은 해당 호기의 리퍼비시먼트 시작 전에 고정된 비용이 회수될 때까지만 지속된다. 온타리오주 재정 책임 사무소는 2016년부터 2064년까지(3호기부터 6호기까지의 전체 리퍼비시먼트 기간과 이미 리퍼비시먼트된 두 호기를 포함한 8개 브루스 파워 원자로의 예상 잔여 수명 전체를 포함) 모든 전력 생산에 대해 브루스 파워에 지급될 MWh당 평균 가격을 2017년 달러 기준으로 약 80.6/MWh로 추정했다. 대조적으로, 같은 2016년부터 2064년 기간 동안 온타리오주 세 원자력 발전소의 원자력 전력 추정 평균 가격은 2017년 달러 기준으로 80.7/MWh였고, 2017-2018년 온타리오주 원자력 발전 단가는 69/MWh였으며, "대부분의 주거 및 소규모 사업 고객"에 대한 현재 전력 가격은 114.9/MWh(공정수력 계획 이전) 또는 97.6(공정수력 계획 이후)이었다.

### 2003년정전
2003년 북동부 대정전 동안 브루스 B의 3개 호기는 60%의 원자로 출력과 0%의 계통 교류 전력으로 계속 작동했다. 이들은 발전기 전력 출력에서 원자로 출력을 분리하도록 설계된 증기 바이패스 시스템 덕분에 몇 시간 동안 그렇게 할 수 있었다. 3개 호기는 5시간 이내에 계통에 재연결되었다. 브루스 A와 B 발전소는 전력 계통에서 분리된 상태에서도 무기한 작동하도록 설계되었다.
"일반적인 믿음과 달리, 원자력 발전소의 전기 발전기는 특정 설계 시스템이 이러한 작동 모드를 허용하는 경우 전기 계통의 부하 요구 사항을 따를 수 있다."

### 코발트-60생산
코발트-60(60Co)은 주로 59Co(일반 스테인리스 스틸 대신)로 만들어진 조절봉을 사용하여 CANDU 원자로에서 생산될 수 있으며, 이는 중성자 활성화(59Co + n → 60Co)를 통해 천천히 60Co로 변환된다. 이 강하게 방사성인 코발트-60 조절봉은 원자로에서 1~3년 사용 후 정기적인 원자로 정지 중에 "수확"(제거 및 새로운 59Co 조절봉으로 교체)되며, 나중에 Nordion에 의해 다양한 강도의 밀봉된 60Co 선원으로 가공된다. 브루스 원자력 발전소는 1980년대부터 60Co를 생산해 왔으며, 전 세계 60Co 공급량의 거의 대부분은 다양한 CANDU 원자로에서 나오며, 브루스는 단일 최대 공급원이다. 2007년 현재, 브루스는 전 세계 60Co 공급량의 40% 이상을 공급했다. 이 수치는 2016년에는 50% 이상으로 증가했으며, 피커링은 전 세계 수요의 약 20%를 추가로 공급했다. 2016년, 브루스는 60Co의 지속적인 공급을 위해 Nordion과의 계약을 연장하여 브루스 원자로의 예상되는 수명 연장 기간(2064년까지 운영될 예정) 전체를 포함하도록 했다.
브루스는 또한 2016년에 고특이활성(HSA) 60Co를 생산하기 시작했는데, 이는 암 치료와 같은 고도로 전문화된 의료용으로 설계되었으며 지난 60년 이상 NRU 원자로에서 주로 생산되었다(원래 2016년에 가동 중단될 예정이었으나, 몰리브데넘-99와 같은 몇몇 핵심 동위원소에 대한 전 세계적인 충분한 대체 의료 동위원소 생산 능력 부족으로 인해 2018년 3월 31일까지 가동될 것이다). NRU는 전 세계 HSA 60Co의 3분의 2 이상을 생산하므로, 2018년에 가동 중단될 NRU로 인해 발생하는 막대한 생산 격차를 메우는 데 브루스의 HSA 60Co 공급 능력이 중요해질 것이다. OPG와 브루스 파워는 피커링의 생산량(2024년 발전소 가동 중단 시 종료됨)을 완전히 충당하고, 브루스 원자로 6개(A 3–4호기 및 B 5–8호기)와 달링턴 원자로 4개 전체의 향후 리퍼비시먼트로 인해 발생할 수 있는 60Co 생산 능력의 불가피한 격차를 해결하기 위해 브루스 A 및 달링턴 원자로로 60Co 생산을 확대하려는 노력을 공동으로 진행하고 있다. 또한 HSA 60Co 생산을 더 많은 원자로로 확대하기 위해 노력하고 있다.
2017년, 브루스 파워는 원자력 에너지 연구소(NEI)로부터 코발트-60 생산과 관련하여 진행 중인 작업으로 캐나다 기업 중 최초로 최고 혁신 사례(TIP) 상을 수상했다.

#### 방사성 동위원소 생산 프로젝트
브루스 파워는 Framatome과 협력하여 중수로에서 방사성 동위원소를 온라인으로 생산하는 Areva의 독점 기술을 사용하여 "반감기가 짧은 방사성 동위원소(예: 몰리브데넘-99, 루테튬-177 및 이리듐-192)"를 생산할 수 있는 능력을 개발하고 있다. Areva는 기존 브루스 시설에 설치될 시스템을 설계하고 공급할 것이다.
2018년 6월, 브루스 파워와 ITG(Isotopen Technologien München (ITM)의 자회사)는 브루스 원자로에서 루테튬-177을 생산하는 것을 탐색하기 위한 공동 노력을 시작한다고 발표했으며, ITG는 루테튬-177의 개발, 처리 및 유통을 관리할 계획이다. 루테튬-177을 생산하는 초기 동위원소 생산 시스템(IPS)은 2022년 1월에 가동되었다.

## 1995년~2012년 1~2호기 리퍼비시먼트

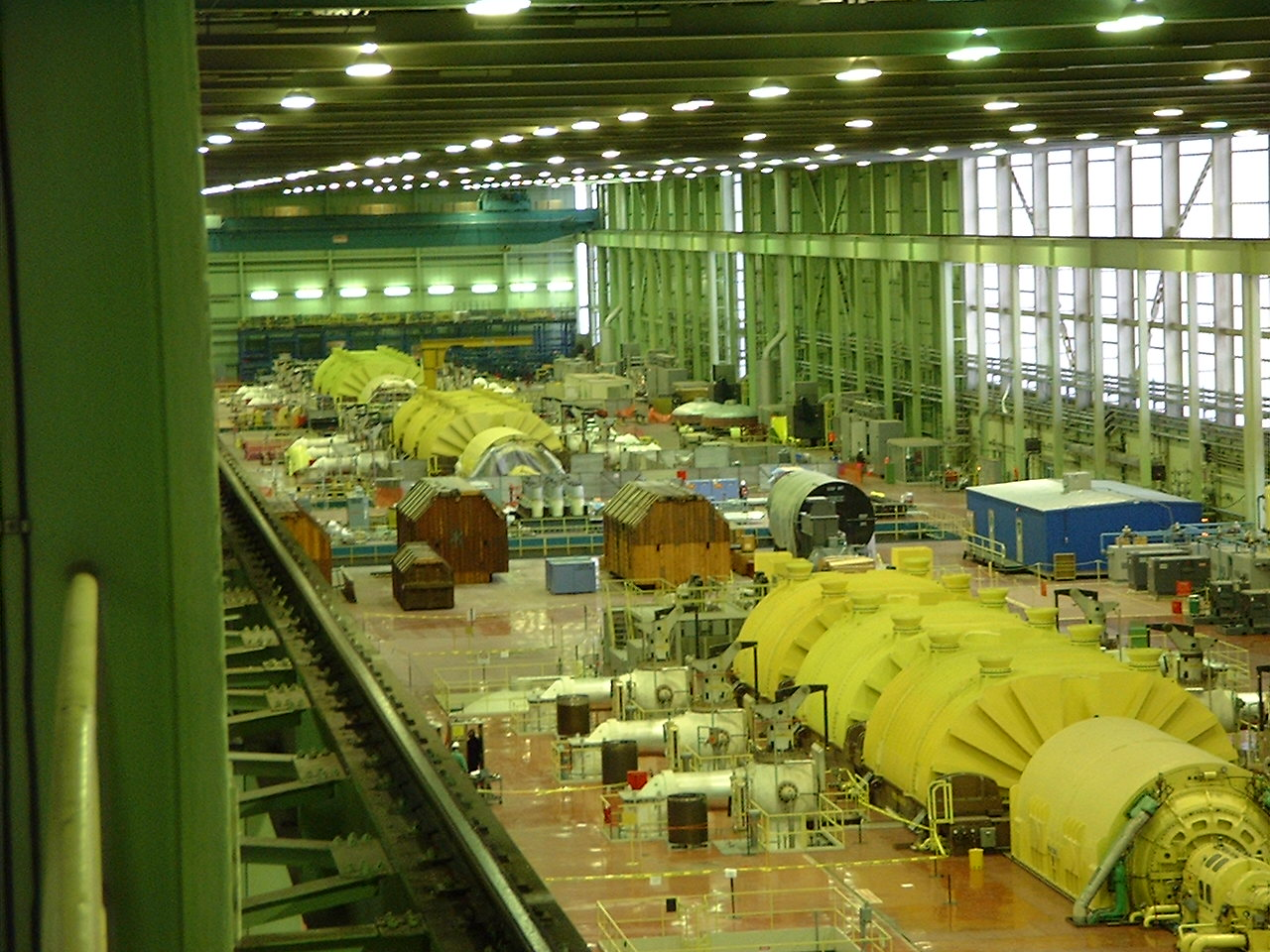
2002~2004년 재가동 프로젝트 중 브루스 A 터빈 홀

브루스 A 호기들의 재튜빙은 1992년에 계획되었으나, 당시 온타리오 하이드로가 발전량이 잉여였기 때문에 연기되었다.
2005년 말, 브루스 파워와 온타리오주 정부는 온타리오주의 증가하는 에너지 수요를 충족시키기 위해 1호기와 2호기를 재가동하기로 약속했다. 이 프로젝트는 원래 42억 5천만 캐나다 달러가 들 것으로 예상되었다. 1호기와 2호기는 리퍼비시먼트 없이도 재가동할 수 있었지만, 곧 리퍼비시먼트가 필요할 것이므로 경제적으로 유리하지 않다고 판단되었다. 목표는 1호기와 2호기를 원래 가동 시작 후 66년이 지난 2043년까지 운영하는 것이다.
리퍼비시먼트에는 압력관 및 칼란드리아관 교체, 증기 발생기 교체, 정지 시스템 2(SDS2) 강화, 터빈 제어 시스템 업그레이드, 원래 아날로그 제어를 DCS로 교체 및 기타 상당한 작업과 유지 보수(예: PCB를 포함한 30개의 변압기 교체)가 필요했다.
기존 37개 요소 다발과 비교하여 약간 농축된 1% 우라늄-235 연료 펠렛을 CANFLEX 43개 요소 다발 내에 사용하는 새로운 연료 다발 설계(저 공극 반응도 연료, LVRF)가 고려되었다.
2006년과 2007년에 재가동 프로젝트는 캐나다에서 가장 큰 인프라 프로젝트로 리뉴 캐나다 잡지에 의해 평가되었다. 2007년 4월, 감사원장은 리퍼비시먼트 계약을 검토했다. 2007년 8월, 브루스 파워가 4호기의 모든 480개 연료 채널을 교체하기로 결정하면서 프로젝트 추정 비용은 52억 5천만 캐나다 달러로 증가했으며, 이는 브루스 A의 다른 3개 호기와 맞춰 2036년까지 수명을 연장할 것이다. 2008년, 필요한 로봇 개발의 어려움으로 인해 1호기와 2호기 재가동 추정 비용은 4억에서 7억 캐나다 달러로 증가했다. 2008년 현재, 프로젝트는 예정대로 진행되었다.
2010년 1월, 리퍼비시먼트 중 최대 217명의 작업자가 방사능에 노출될 가능성이 있었다. 27명의 작업자는 5 mSv를 받았을 수 있는데, 이는 인체 건강에 영향을 미칠 수 있는 수준보다 훨씬 낮다. 캐나다에는 초크 리버의 한 실험실만이 시험을 수행할 자격이 있었다. 브루스 파워는 대체 실험실 사용 허가를 받아야 했다.
2010년, 폐기된 저준위 방사성 증기 발생기를 그레이트 레이크스를 통해 스웨덴으로 운반하려는 계획은 논란을 불러일으켰다. CNSC는 2011년 2월에 이 계획을 승인했다.
2011년 1월 현재, 2호기 연료 채널 설치가 완료되었다. CNSC는 2012년 3월 16일 운영자에게 2호기 재가동 허가를 내주었다. 그러나 원자로는 다음날 감속재 계통에서 누출이 발견되어 가동 중단되었다.
2011년, 2009년에 완료될 예정이었던 1호기와 2호기의 리퍼비시먼트는 2012년에 완료될 것으로 예측되었다. 2011년 현재 총 비용은 38억 캐나다 달러였으며, 최종 비용은 48억 캐나다 달러가 될 것으로 예상되었다. 원래 2005년 추정치는 27억 5천만 캐나다 달러였다.
2012년 9월, 1호기는 다시 전력을 생산하기 시작했다.
2012년 10월 16일, 2호기는 17년 만에 처음으로 지방 전력 계통에 연결되었다.
2013년, 최종 비용은 원래 예상치인 27억 5천만 캐나다 달러에서 증가한 48억 캐나다 달러로 추정되었으며, 프로젝트는 예정보다 "훨씬 늦게" 진행되었다.

## 2016년~현재 3호기~8호기 리퍼비시먼트
2013년 10월, 온타리오 장기 에너지 계획(LTEP) 2013에 따라 온타리오주는 2016년 브루스 A4호기를 시작으로 브루스 발전소의 원자로 6기를 리퍼비시먼트할 계획을 발표했다. 다른 호기들은 순차적으로 진행될 것이었다. 브루스 파워는 비용을 호기당 약 20억 캐나다 달러, 총 6호기 120억 캐나다 달러로 추정했다. 이 호기들의 전력 가격은 MWh당 약 60~70 캐나다 달러 범위가 될 것으로 예상되었다.
2016년 브루스 파워는 "2020년 3호기~8호기의 주요 부품 교체를 6호기부터 시작"하는 130억 캐나다 달러 규모의 리퍼비시먼트 프로그램을 시작했다. 브루스 파워에 따르면, 이 다년 계획은 "매년 현장에서 1,500~2,500개의 일자리를 창출하고 온타리오 전역에서 직접 및 간접적으로 18,000개의 일자리를 창출하며, 온타리오 경제에 매년 최대 40억 캐나다 달러를 투입할 것"이다.
리뉴 캐나다는 이 프로젝트를 2017년 캐나다 최대 인프라 업그레이드로 평가했다.
- 2020년 1월, 6호기는 리퍼비시먼트를 위해 가동 중단되었다.[41] 2023년 9월 8일 온타리오 전력망에 재동기화되면서 재가동되었다. 브루스 6호기는 예정보다 일찍, 예산 내에서 리퍼비시먼트를 완료했다고 발표되었다.[114]
- 2023년 3월, 3호기는 리퍼비시먼트를 위해 가동 중단되었다.[115]

## 폐기물 저장
브루스 발전소 지역에는 OPG의 서부 폐기물 관리 시설(WWMF)이 있다. WWMF는 브루스 파워에 임대된 원자로를 포함하여 운영 중인 20개 원자로에서 발생하는 저준위 및 중준위 핵 폐기물을 저장한다. 2009년 현재 11개의 저준위 저장 건물이 있었다.
WWMF는 브루스 원자로에 대한 건식 핵연료 저장을 제공한다. 캐나다 핵폐기물 관리 기구는 2002년 핵연료 폐기물법에 따라 장기 관리 제안서를 제출할 의무를 받았으며, 이 제안서는 2005년 11월에 천연자원부 장관에게 제출되었고 2007년 6월에 정부에 의해 승인되었다. 2017년 5월 현재, 캐나다의 모든 원자력 원자로에서 나오는 사용 후 핵연료를 영구 처분하기 위한 별도의 부지를 찾고 있다.
2013년, OPG는 WWMF 인접 부지에 저준위 및 중준위 폐기물 장기 저장을 위한 심층 지질 저장소(DGR)를 건설할 것을 제안했다. 제안된 DGR은 지표면 아래 약 680미터에 위치할 것이다.

## 향후 개발
2007년, 온타리오 전력청은 온타리오 에너지 위원회에 제출한 계획에서 최소 2개 원자로로 구성된 새로운 원자력 발전소 건설을 권고했다. 유력한 후보는 AECL의 첨단 CANDU 원자로였다. 2008년부터 브루스와 온타리오 수력 발전의 달링턴 원자력 발전소 모두에서 환경 평가가 진행 중이었다. 2009년, 브루스 파워는 브루스 C 발전소에 대한 CNSC 신청을 철회했다.

### 새로운 발전소
2023년 7월, 온타리오 에너지부 장관인 토드 스미스는 브루스 부지에 4.8 GW의 새로운 원자력 발전을 건설할 의사를 발표하여 사실상 브루스 C 계획을 다시 시작했다. 이는 장기적으로 증가하는 전력 수요에 대비하여 30년 이상 만에 캐나다에서 처음으로 대규모 원자력 발전소 건설이 될 것이다.

### 업그레이드
- 2016년 10월 26일, 브루스 파워는 6,384 MWe에서 6,400 MWe로 출력을 증대한다고 발표했다.[124]
- 2019년 7월 11일, 브루스 파워는 시설에 대한 또 다른 증설을 발표하며 3호기에 22 MW의 출력을 추가하여 전체 발전소 출력을 6,430 MWe로 늘렸다.[125]
- 2019년 3월, 브루스 파워 주요 구성 요소 교체 프로젝트: 경제적 영향 분석에 따르면 2033년 중반까지 목표 용량은 7,000 MWe이다.[126]
- 2021년 10월 14일, 브루스 파워는 6,550 MWe로 출력을 증대한다고 발표했다.[127]
- 2022년 3월 23일, 브루스 파워는 1호기 출력을 821 MWe로 증대한다고 발표했다.[128]
- 2022년 5월 6일, 브루스 파워는 2호기 출력을 823 MWe로 증대한다고 발표했으며, 이는 기존 784 MWe에서 39 MW의 용량을 추가한 것이다.[129]

## 기타 현장 시설

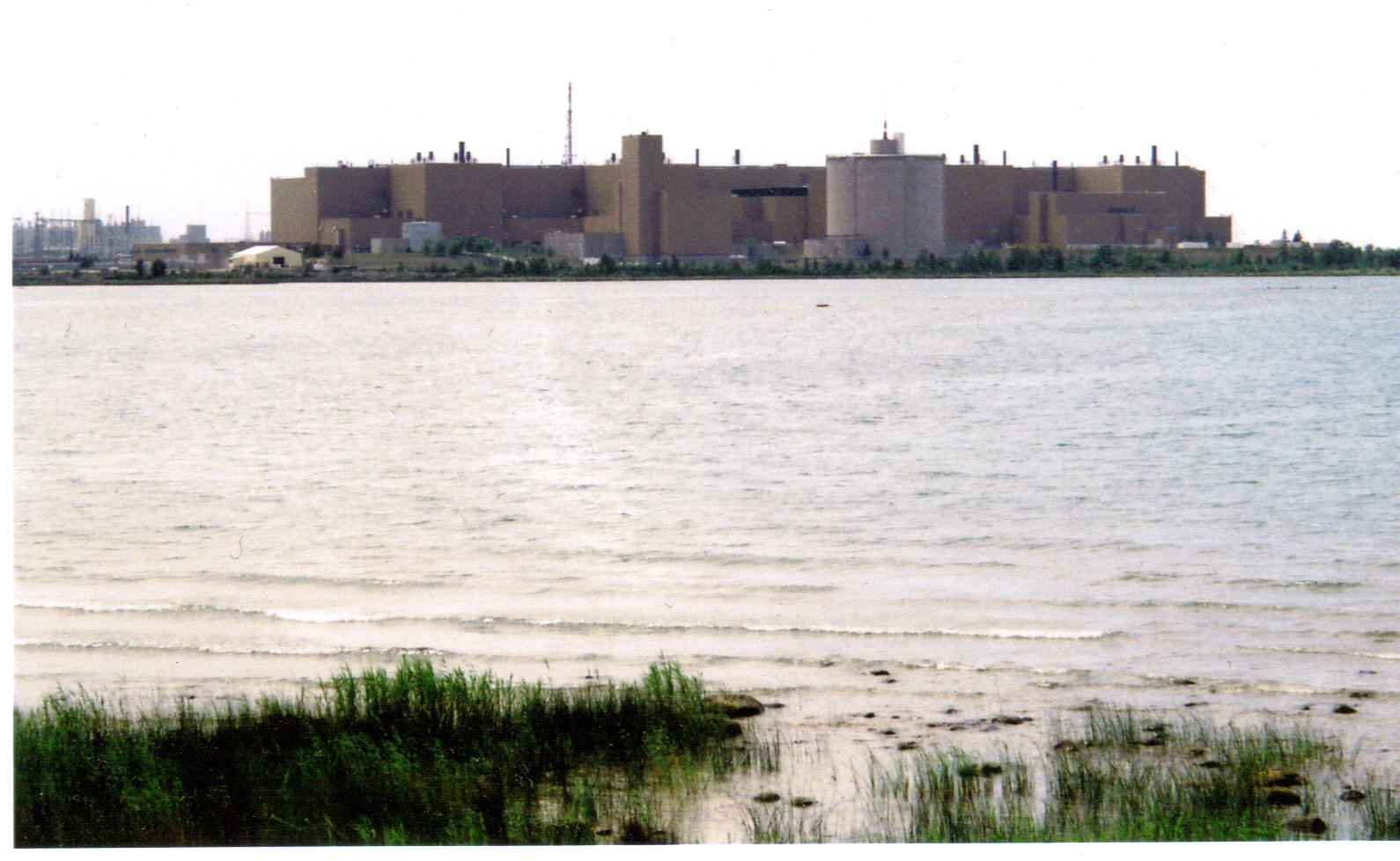
브루스 A, 베이 뒤 도르를 가로질러 남서쪽을 바라보는 모습

현장에는 56킬로미터 이상의 도로와 최소 25개의 주요 구조물이 있다. 자체 소방서, 세탁소, 의료 센터를 갖추고 있다.

### 더글러스 포인트, 1960–1984
브루스 부지에 포함된 폐쇄된 더글러스 포인트 원자로는 CANDU 설계의 초기 버전이다. 건설은 1960년에 시작되었고, 1967년에 가동되었으며, 1984년에 폐쇄되었다. 현재 브루스 원자로는 각각 200 MW 더글러스 포인트 호기의 약 4배 용량이다.

### 브루스 중수 플랜트, 1973–1997
브루스 중수 플랜트(BHWP)도 이 부지에 위치했다. 캐나다 원자력공사는 1969년에 캐나다 럼버스 회사에 플랜트의 첫 단계를 설계하고 건설하도록 계약했고, 온타리오 수력 발전은 시운전 및 운영을 담당했다.
이 플랜트는 A부터 D까지 4개의 하위 플랜트로 구성될 예정이었다.
- A는 1973년에 생산을 시작하여 1984년에 가동 중단되었고, 1993년에 해체되었다.
- B는 1979년에 생산을 시작하여 1993년에 부분적으로 가동 중단되었고, 1997년에 완전히 폐쇄된 후 해체되었다.
- C는 취소되어 건설되지 않았다.
- D는 70% 완성되었을 때 취소되었고, 1995년에 해체되었다.

생산 기간 동안 BHWP는 16,000톤의 원자로 등급 중수를 생산했다. 각 하위 플랜트의 용량은 연간 800톤으로 계획되었다. 플랜트의 크기는 약 960m x 750m였다. 중수는 99.75% 순도였다.
중수 1kg 생산에는 340톤의 급수 물이 필요했다.

### 브루스 대량 증기 시스템, 1972–2006
브루스 A의 증기는 중수 생산(열 750 MW), 개발 내 건물 난방(열 15 MW), 인접한 브루스 에너지 센터(BEC)에 에너지 공급(열 72 MW)을 위해 브루스 대량 증기 시스템(BBSS)으로 전환될 수 있었다. BEC는 온실 및 플라스틱 제조업체와 같은 산업을 지원했다. 세계 최대의 대량 증기 시스템 중 하나인 이 시스템은 5,350 MW의 중압 공정 증기를 생산할 수 있었고, 6km 이상의 배관을 가지고 있었다.:15–16 이 시스템은 2006년 말까지 해체되었다. 증기 공급의 필요성 때문에 브루스 A 터빈은 원자로 출력에 비해 작았다.

### 인버휴런 주립공원, 1950년~현재
OPG는 킨카딘에서 북동쪽으로 14km 떨어진 인버휴런과 접해 있는 휴런호에 위치한 288 헥타르의 인접 인버휴런 주립공원을 소유하고 있으며, 이는 브루스 부지 자체의 일부는 아니지만 온타리오 자연 자원부에 임대한다. 브루스 원자력 발전소의 운영 허가 조건으로 OPG는 공원 북서쪽 모퉁이에 914m 반경의 출입 금지 구역을 유지했다. 25년 이상 운영된 후 공원 캠핑장은 중수 생산과 관련된 안전 문제로 인해 1976년에 단계적으로 폐쇄되었다. 중수 생산이 중단되자 공원 캠핑장은 2000년에 같은 장소에서 다시 개장할 수 있었다.:7

### 독수리
발전소에서 휴런호로 방출되는 따뜻한 물은 겨울 동안 주변 해안선이 얼어붙는 것을 막고, 이는 다시 이 지역에서 겨울을 보내는 수많은 흰머리수리를 끌어들인다. 2월 말에서 3월 초에 수가 절정에 달하며, 이 기간 동안 방문객이 발전소 주변에서 수십 마리의 독수리를 동시에 관찰하는 것은 드문 일이 아니다.

## 보안 및 안전

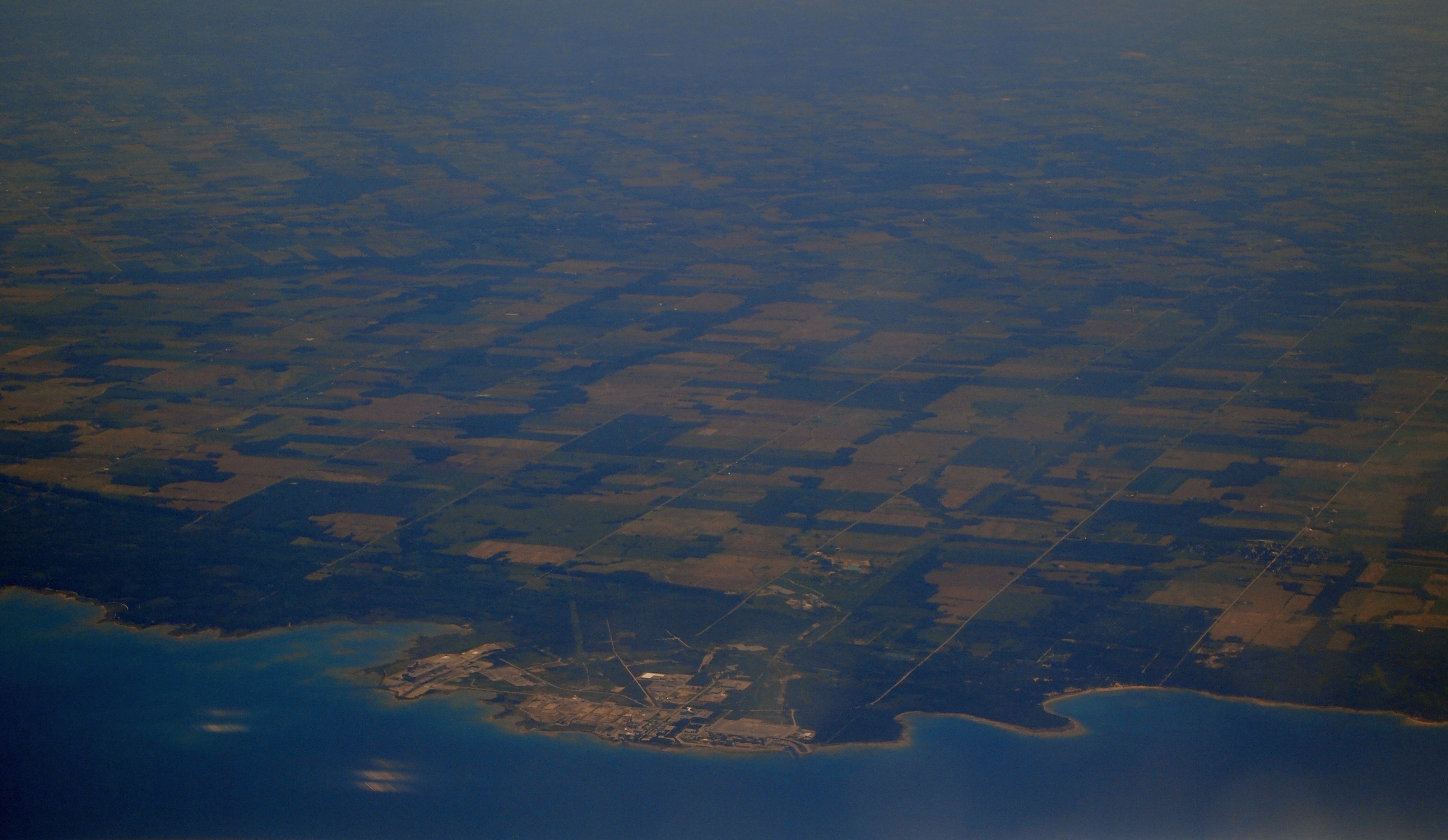
여객기에서 본 브루스 파워

1977년, 그린피스 활동가 3명이 보안 부족을 시연하기 위해 카누를 타고 현장에 진입했다.
2001년 9월 23일, 발전소는 또 다른 홍보 타격을 입었다. 브루스 단지 근처 휴런호에서 보트가 전복된 남자가 문을 통해 침투하여 사무실 건물에 들어가 도움을 요청했지만, 모두 감지되지 않았다.
2001년 9·11 테러 이전에는 보안팀의 임무는 지역 경찰이 출동할 때까지 공격자를 17분 동안 지연시키는 것이었다. 울타리와 잠금 장치와 같은 수동적인 조치에 의존했다.
"변화된" 9·11 테러 이후 보안팀은 킹스턴 시의 경찰력보다 규모가 크다고 설명된다. 즉, 인구 10만 명 도시의 경찰력에 해당한다. 대원들은 총기를 소지할 수 있으며 체포 권한을 가진다. 이 부대는 장갑차, 수상 보트 등을 보유하고 있으며, 발전소는 이제 삼중 울타리로 둘러싸여 있다.
2008년 5월, 브루스 원자력 대응팀(NRT)은 미국 국가 SWAT 챔피언십(USNSC)에서 4개국 29개 팀을 물리치고 우승했으며, 이는 캐나다 팀이 국제 SWAT 대회에서 우승한 첫 사례였다. 그들은 2009년, 2010년, 2011년에 다시 우승했다.
9·11 테러 이후, 발전소 지역 견학은 중단되었지만, 부지 외부에 방문객 센터가 있다.
브루스 카운티 비상 계획에 따르면, "킨카딘 지방자치단체는 킨카딘 지방자치단체의 브루스 파워 부지에서 발생하는 원자력 비상 상황과 관련된 비상 대응 문제를 조율할 것"이다. 킨카딘은 발전소 3km 이내에 경보 시스템을 유지해야 하며, 사이렌과 스트로브가 장착된 10개의 경보소 네트워크를 가지고 있다.
다양한 방사선 감시 조치가 마련되어 있다. 지역 농장의 우유 샘플은 매주 수집된다. 킨카딘과 사우샘프턴의 정수장 식수는 매일 두 번 샘플링되고 매주 테스트된다. 지하수는 여러 지표수, 얕은 우물 및 깊은 우물 위치에서 샘플링된다. 수중 침전물과 물고기뿐만 아니라 가축 사료, 꿀, 달걀, 과일 및 채소도 분석된다.

## 원자로 데이터
브루스 발전소는 8개의 운영 원자로로 구성된다.

| 단계 | 호기 번호 | 원자로 | 원자로     | 상태    | 용량(MWe) | 용량(MWe) | 건설 시작       | 첫 임계          | 상업 운전                                                 | 폐쇄                                               |
| 단계 | 호기 번호 | 유형   | 모델       | 상태    | 순        | 총        | 건설 시작       | 첫 임계          | 상업 운전                                                 | 폐쇄                                               |
| ---- | --------- | ------ | ---------- | ------- | --------- | --------- | --------------- | ---------------- | --------------------------------------------------------- | -------------------------------------------------- |
| A    | 1         | PHWR   | CANDU 791  | 운영 중 | 774       | 830       | 1971년 6월 1일  | 1976년 12월 17일 | 틀:Dts 오류: '1977년 9월 1일'는 유효하지 않은 날짜입니다  | (틀:Dts 오류: '2042년'는 유효하지 않은 날짜입니다) |
| A    | 2         | PHWR   | CANDU 791  | 운영 중 | 777       | 830       | 1970년 12월 1일 | 1976년 7월 27일  | 틀:Dts 오류: '1977년 9월 1일'는 유효하지 않은 날짜입니다  | (틀:Dts 오류: '2043년'는 유효하지 않은 날짜입니다) |
| A    | 3         | PHWR   | CANDU 750A | 운영 중 | 770       | 830       | 1972년 7월      | 1977년 11월 28일 | 틀:Dts 오류: '1978년 2월 1일'는 유효하지 않은 날짜입니다  | (틀:Dts 오류: '2064년'는 유효하지 않은 날짜입니다) |
| A    | 4         | PHWR   | CANDU 750A | 운영 중 | 769       | 830       | 1972년 9월      | 1978년 12월 10일 | 틀:Dts 오류: '1979년 1월 18일'는 유효하지 않은 날짜입니다 | (틀:Dts 오류: '2064년'는 유효하지 않은 날짜입니다) |
| B    | 5         | PHWR   | CANDU 750B | 운영 중 | 817       | 872       | 1978년 6월      |                  | 틀:Dts 오류: '1985년 3월 1일'는 유효하지 않은 날짜입니다  | (틀:Dts 오류: '2064년'는 유효하지 않은 날짜입니다) |
| B    | 6         | PHWR   | CANDU 750B | 운영 중 | 817       | 891       | 1978년 1월      |                  | 틀:Dts 오류: '1984년 9월 15일'는 유효하지 않은 날짜입니다 | (틀:Dts 오류: '2064년'는 유효하지 않은 날짜입니다) |
| B    | 7         | PHWR   | CANDU 750B | 운영 중 | 817       | 872       | 1979년 5월      |                  | 틀:Dts 오류: '1986년 4월 10일'는 유효하지 않은 날짜입니다 | (틀:Dts 오류: '2064년'는 유효하지 않은 날짜입니다) |
| B    | 8         | PHWR   | CANDU 750B | 운영 중 | 817       | 872       | 1979년 8월      |                  | 틀:Dts 오류: '1987년 5월 22일'는 유효하지 않은 날짜입니다 | (틀:Dts 오류: '2064년'는 유효하지 않은 날짜입니다) |

## 같이 보기
- 캐나다의 원자력
  - 달링턴 원자력 발전소
  - 피커링 원자력 발전소
- 최대 발전소 목록
- 최대 발전소 목록
- 휴런 풍력 발전소

## 더 읽어보기
- 파, 조이 (2010). 변화를 감지하며: 기술, 환경, 그리고 일상, 1953–2003. 밴쿠버: UBC 출판사.